# Soul of the Ultimate Nation
SUN: Soul of the Ultimate Nation – kolejny, po Mu Online, przedstawiciel gatunku MMOcRPG przygotowany przez koreańską firmę Webzen z myślą o ogólnoświatowym rynku (w tym europejskim). Zdaniem twórców jest to pierwszy produkt, który łączy mechanikę rozgrywki znaną z konsolowych gier akcji z rozwiązaniami typowymi dla klasycznego MMOcRPG. Przez konsolowe akcenty autorzy rozumieją głównie bardzo dynamiczną i zręcznościową walkę (hack & slash) oraz uproszczony model zabawy, przez MMO olbrzymi i zróżnicowany świat fantasy stworzony na średniowieczną modłę, w którym setki osób może tworzyć swoje awatary i wpływać na ich wygląd i rozwój. Tłem dla poczynań wszystkich grających jest konflikt pomiędzy Nieśmiertelnym Imperatorem Schwarzem a Ignisem, liderem sił rebelianckich, który założył elitarne siły zbrojne mające zapobiec dalszej ekspansji niszczycielskiego Imperium Schwarza.
Zasadniczo, podobnie jak np. w Guild Wars czy Dungeons & Dragons Online uniwersum gry zostało podzielone przez twórców na dwie części. Pierwsza z nich to obszary stałe (persistent space), w których kwitnie rozgrywka socjalna, gracze handlują, tworzą przedmioty, zakładają gildie etc. Druga to instancje (obszary generowane na pewien okres dla potrzeb gracz lub graczy), gdzie walka odgrywa największe znaczenie – to tu eksplorujemy tajemne labirynty, wykonujemy też setki zadań, misji i questów i toczymy boje z napotkanymi potworami i innymi NPCtami. W grze znajdziemy też specjalne areny do walki PvP od 20 do 40 osób.
SUN oferuje pięć różnych klas postaci, każda o własnych, odmiennych cechach charakterystycznych i zastosowaniu, m.in.: wojownika o ogromnej fizycznej (Berserker), specjalistkę w użyciu przeróżnych broni (Valkyrie), czy upadłego demona o dużych mocach magicznych (Shadow). Prócz tego gracze mogą wybrać swojej postaci rasę czy budowę ciała, a w czasie właściwej rozgrywki dowolnie ją rozwijać i wyposażać w dostępne uzbrojenie. Zabrakło niestety wyboru płci postaci które są „gender locked”.
Gra została wyposażona w nowoczesny trójwymiarowy silnik graficzny (wykorzystuje on m.in. system SpeedTree), który gwarantuje pozytywne doznania wizualne podczas naszych przygód. Ścieżkę dźwiękową stworzył Howard Shore, czyli kompozytor, który skomponował muzykę do filmowej trylogii The Lord of the Rings.